# 盟軍地中海空軍司令部
盟軍地中海空軍司令部(英語：Mediterranean Air Command，縮寫MAC)是第二次世界大戰時同盟國於1943年2月18日至12月10日所設立的空軍司令部。盟軍地中海空軍司令部由英國皇家空軍元帥亞瑟·泰德爵士指揮下參加突尼西亞戰役、開瓶器行動以及西西里島戰役。盟軍地中海空軍司令部的總部位於阿爾及利亞之阿爾及爾。

## 成立
火炬行動後，1942年11月，美國陸軍航空軍第12航空隊在摩洛哥和阿爾及利亞建立了基地。這兩個基地的建立使得美國陸軍航空軍有必要與盟軍地面部隊和英國皇家空軍協調作戰行動，後者與軸心國部隊作戰了兩年。（主要在埃及和利比亞）因此，從1943年2月18日起，盟軍地中海空軍司令部成立。

## 解散
盟軍地中海空軍司令部於1943年12月10日解散。